# Helina tricolor
Helina tricolor är en tvåvingeart som först beskrevs av Walker 1853.  Helina tricolor ingår i släktet Helina och familjen husflugor. Inga underarter finns listade i Catalogue of Life.